# Kalbaskraal
Kalbaskraal este un oraș din provincia Western Cape, Africa de Sud.